# Adunarea Națională (Bulgaria)
Adunarea Națională a Bulgariei (bulgară Народно събрание, transliterat: Narodno săbranie) este Parlamentul unicameral al Bulgaria și se află la Sofia.

## Președinții Adunării Naționale a Bulgariei după 3 aprilie 1990
Președintele Adunării Naționale a Republicii Bulgaria prezidează Parlamentul Bulgariei. Adunarea alege președintele în cadrul ședinței sale de deschidere. Mandatul președintelui coincide cu mandatul adunării. Salariul președintelui este de 5 900 de leva pe lună.
| Alegeri        | Nume                | În funcție din    | Până la            | Partid      |
| -------------- | ------------------- | ----------------- | ------------------ | ----------- |
| 1990           | Nikolai Todorov     | 17 iulie 1990     | 2 octombrie 1991   | BSP         |
| 1991           | Stefan Sadov        | 4 noiembrie 1991  | 24 septembrie 1992 | SDS         |
| 1991           | Alexander Iordanov  | 5 noiembrie 1992  | 17 octombrie 1994  | SDS         |
| 1994           | Blagovest Sendov    | 12 ianuarie 1995  | 13 febuarie 1997   | Independent |
| 1997           | Iordan Sokolov      | 7 mai 1997        | 19 aprilie 2001    | SDS         |
| 2001           | Ognyan Gerdzhikov   | 5 iulie 2001      | 4 febuarie 2005    | NDSV        |
| 2001           | Borislav Velikov    | 23 febuarie 2005  | 17 iunie 2005      | NDSV        |
| 2005           | Georgi Pirinski     | 11 iulie 2005     | 25 iunie 2009      | BSP         |
| 2009           | Tsetska Tsacheva    | 14 iulie 2009     | 13 martie 2013     | GERB        |
| 2013           | Mihail Mikov        | 21 mai 2013       | 6 august 2014      | BSP         |
| 2014           | Tsetska Tsacheva    | 27 octombrie 2014 | 27 ianuarie 2017   | GERB        |
| 2017           | Dimitar Glavchev    | 19 aprilie 2017   | 17 noiembrie 2017  | GERB        |
| 2017           | Tsveta Karayancheva | 17 noiembrie 2017 | 25 martie 2021     | GERB        |
| Aprilie 2021   | Iva Miteva          | 15 aprilie 2021   | 11 mai 2021        | ITN         |
| Iulie 2021     | Iva Miteva          | 21 iulie 2021     | 16 septembrie 2021 | ITN         |
| Noiembrie 2021 | Nikola Minchev      | 2 decembrie 2021  | 16 iunie 2022      | PP          |
| 2022           | Vezhdi Rashidov     | 21 octombrie 2022 | 3 febuarie 2023    | GERB        |
| 2023           | Rosen Zhelyazkov    | 19 aprilie 2023   | 25 aprilie 2024    | GERB        |
| Iunie 2024     | Raya Nazaryan       | 20 iunie 2024     | 6 decembrie 2024   | GERB        |
| Octombrie 2024 | Nataliya Kiselova   | 6 decembrie 2024  | prezent            | BSP         |

## Structură politică
Observație: structura menționată este cea de la începutul mandatului.

### Legislatura actuală (octombrie 2024-prezent)
| Partid     | %     | Locuri |
| ---------- | ----- | ------ |
| GERB - SDS | 27.50 | 66     |
| PP-DB      | 15.00 | 36     |
| Renașterea | 13.75 | 33     |
| DPS–NN     | 12.08 | 29     |
| BSPzB      | 7.91  | 19     |
| APS        | 7.08  | 17     |
| ITN        | 7.08  | 17     |
| MECh       | 4.58  | 11     |
| Velichie   | 4,16  | 10     |
| Total      | 100   | 240    |

### Legislatura iunie 2024-octombrie 2024
| Partid     | %     | Locuri |
| ---------- | ----- | ------ |
| GERB - SDS | 28,33 | 68     |
| DPS        | 19,58 | 47     |
| PP-DB      | 16,25 | 39     |
| Renașterea | 15,83 | 38     |
| BSPzB      | 7,91  | 19     |
| ITN        | 6,66  | 16     |
| Velichie   | 5,41  | 13     |
| Total      | 100   | 240    |

### Legislatura actuală aprilie 2023-iunie 2024
| Partid     | %     | Locuri |
| ---------- | ----- | ------ |
| GERB - SDS | 28.74 | 69     |
| PP-DB      | 26,66 | 64     |
| Renașterea | 15,41 | 37     |
| DPS        | 15,00 | 36     |
| BSPzB      | 9,58  | 23     |
| ITN        | 4,58  | 11     |
| Total      | 100   | 240    |

### Legislatura octombrie 2022-aprilie 2023
| Partid     | %     | Locuri |
| ---------- | ----- | ------ |
| GERB - SDS | 27,91 | 67     |
| PP         | 22,08 | 53     |
| DPS        | 15,00 | 36     |
| Renașterea | 11,25 | 27     |
| BSPzB      | 10,41 | 25     |
| DB         | 8,33  | 20     |
| BV         | 5,00  | 12     |
| Total      | 100   | 240    |

### Legislatura noiembrie 2021-octombrie 2022
| Partid     | %     | Locuri |
| ---------- | ----- | ------ |
| PP         | 27,91 | 67     |
| GERB - SDS | 24,58 | 59     |
| DPS        | 13,75 | 33     |
| BSPzB      | 11,25 | 27     |
| ITN        | 10,41 | 25     |
| DB         | 6,66  | 16     |
| Renașterea | 5,41  | 13     |
| Total      | 100   | 240    |

### Legislatura iulie 2021-noiembrie 2021
| Partid     | %     | Locuri |
| ---------- | ----- | ------ |
| ITN        | 27,08 | 65     |
| GERB - SDS | 26,25 | 63     |
| BSPzB      | 15,00 | 36     |
| DB         | 14,16 | 34     |
| DPS        | 12,08 | 29     |
| IBG-NI     | 5,41  | 13     |
| Total      | 100   | 240    |

### Legislatura aprilie 2021-iulie 2021
| Partid     | %     | Locuri |
| ---------- | ----- | ------ |
| GERB - SDS | 31,25 | 75     |
| ITN        | 21,25 | 51     |
| BSPzB      | 17,91 | 43     |
| DPS        | 12,50 | 30     |
| DB         | 11,25 | 27     |
| ISMV       | 5,83  | 14     |
| Total      | 100   | 240    |

### Legislatura 2017-2021
| Partid | %     | Locuri |
| ------ | ----- | ------ |
| GERB   | 39,58 | 95     |
| BSPzB  | 33,33 | 80     |
| OP     | 11,25 | 27     |
| DPS    | 10,83 | 26     |
| Volia  | 5,00  | 12     |
| Total  | 100   | 240    |

### Legislatura 2014-2017
| Partid | %     | Locuri |
| ------ | ----- | ------ |
| GERB   | 34,58 | 83     |
| BSPzB  | 16,25 | 39     |
| DPS    | 15,83 | 38     |
| RB     | 9,58  | 23     |
| FP     | 7,91  | 19     |
| BG     | 6,25  | 15     |
| Ataka  | 4,58  | 11     |
| ABV    | 4,58  | 11     |
| Total  | 100   | 240    |

### Legislatura 2013-2014
| Partid | %     | Locuri |
| ------ | ----- | ------ |
| GERB   | 40,41 | 97     |
| BSPzB  | 35,00 | 84     |
| DPS    | 15,00 | 36     |
| Ataka  | 9,58  | 23     |
| Total  | 100   | 240    |

### Legislatura 2009-2013
| Partid | %     | Locuri |
| ------ | ----- | ------ |
| GERB   | 48,75 | 117    |
| BSPzB  | 16,66 | 40     |
| DPS    | 15,41 | 37     |
| Ataka  | 8,75  | 21     |
| SK     | 6,25  | 15     |
| RZS    | 4,16  | 10     |
| Total  | 100   | 240    |

### Legislatura 2005-2009
| Partid | %     | Locuri |
| ------ | ----- | ------ |
| BSPzB  | 34,58 | 82     |
| NDSV   | 22,08 | 53     |
| DPS    | 14,16 | 34     |
| Ataka  | 8,75  | 21     |
| ODS    | 8,33  | 20     |
| DSB    | 7,08  | 17     |
| BNS    | 5,41  | 13     |
| Total  | 100   | 240    |

### Legislatura 2001-2005
| Partid | %     | Locuri |
| ------ | ----- | ------ |
| NDSV   | 50,00 | 120    |
| ODS    | 21,25 | 51     |
| BSPzB  | 20,00 | 48     |
| DPS    | 8,75  | 21     |
| Total  | 100   | 240    |

### Legislatura 1997-2001
| Partid | %     | Locuri |
| ------ | ----- | ------ |
| ODS    | 57,08 | 137    |
| BSPzB  | 24,16 | 58     |
| DPS    | 7,91  | 19     |
| BEL    | 5,83  | 14     |
| BBB    | 5,00  | 12     |
| Total  | 100   | 240    |
|        |       |        |

### Legislatura 1994-1997
| Partid    | %     | Locuri |
| --------- | ----- | ------ |
| DL        | 52,08 | 125    |
| SDS       | 28,74 | 69     |
| BNZS - DP | 7,50  | 18     |
| DPS       | 6,25  | 15     |
| BBB       | 5,41  | 13     |
| Total     | 100   | 240    |

### Legislatura 1991-1994
| Partid | %     | Locuri |
| ------ | ----- | ------ |
| SDS    | 45,83 | 110    |
| BSP    | 44,16 | 106    |
| DPS    | 10,00 | 24     |
| Total  | 100   | 240    |

### Legislatura 1990-1991
| Partid    | %     | Locuri |
| --------- | ----- | ------ |
| BSP       | 52,75 | 211    |
| SDS       | 36,00 | 144    |
| DPS       | 5,75  | 23     |
| BNZS - DP | 4,00  | 16     |
| Alții     | 1.50  | 6      |
| Total     | 100   | 400    |

## Facțiuni parlamentare 2024–prezent
| Logo                                     | Logo | Nume                                                   | A          | Fondat | Lider               | Poziție                     | Ideologie                                                                   | Adunarea Națională | Statut                                        |
| ---------------------------------------- | ---- | ------------------------------------------------------ | ---------- | ------ | ------------------- | --------------------------- | --------------------------------------------------------------------------- | ------------------ | --------------------------------------------- |
|                                          |      | Cetățenii pentru Dezvoltarea Europeană a Bulgariei     | GERB       | 2006   | Boiko Borisov       | Centru-dreapta spre dreapta | Conservatorism, populism                                                    | 66 / 240           | Coaliție                                      |
|                                          |      | Alianța PP-DB                                          | PP-DB      | 2023   | Kiril Petkov        | Centru spre centru-dreapta  | Anticorupție, pro-europenism, liberalism                                    | 36 / 240           | Opoziție                                      |
|                                          |      | Renașterea                                             | Renașterea | 2014   | Kostadin Kostadinov | Extrema dreaptă             | Naționalism bulgar, ultranaționalism, euroscepticism, antiimigrație         | 33 / 240           | Opoziție                                      |
|                                          |      | Mișcarea pentru Drepturi și Libertăți – Un Nou Început | DPS        | 2024   | Delian Peevski      | Centru                      | Drepturile minorității turce, liberalism social                             | 29 / 240           | Opoziție                                      |
| Sprijin pentru guvern (din aprilie 2025) |      | Mișcarea pentru Drepturi și Libertăți – Un Nou Început | DPS        | 2024   | Delian Peevski      | Centru                      | Drepturile minorității turce, liberalism social                             | 29 / 240           |                                               |
|                                          |      | Partidul Socialist Bulgar – Stânga Unită               | BSP–OL     | 1990   | Atanas Zafirov      | Centru-stânga spre stânga   | Social-democrație, socialism democratic, populism de stânga                 | 19 / 240           | Coaliție                                      |
|                                          |      | Alianța pentru Drepturi și Libertăți                   | APS        | 2024   | Dzhevdet Chakarov   | Centru                      | Drepturile minorității turce, liberalism social                             | 17 / 240           | Sprijin pentru guvern (ianuarie-aprilie 2025) |
| Opoziție (din aprilie 2025)              |      | Alianța pentru Drepturi și Libertăți                   | APS        | 2024   | Dzhevdet Chakarov   | Centru                      | Drepturile minorității turce, liberalism social                             | 17 / 240           |                                               |
|                                          |      | Există un Astfel de Popor                              | ITN        | 2020   | Slavi Trifonov      | Big Tent                    | Conservatorism social, populism, anticorupție, naționalism bulgar           | 17 / 240           | Coaliție                                      |
|                                          |      | Moralitate, Unitate, Onoare                            | MECh       | 2023   | Radostin Vasilev    | Centru spre dreapta         | Populism, conservatorism social, euroscepticism moderat, anti-establishment | 11 / 240           | Opoziție                                      |
|                                          |      | Velichie                                               | Velichie   | 2023   | Albena Pekova       | Extrema dreaptă             | Populism, naționalism bulgar, euroscepticism dur, rusofilie                 | 10 / 240           | Opoziție                                      |